# MQ-1C (航空機)
MQ-1C
MQ-1C
- 用途：無人航空機 (UAV)
- 分類：多目的無人航空機
- 製造者：ジェネラル・アトミックス・エアロノーティカル・システムズ
- 運用者： アメリカ合衆国（アメリカ陸軍）
- 運用開始：2009年

MQ-1Cは、アメリカ陸軍の資金提供のもとジェネラル・アトミックス・エアロノーティカル・システムズ社が開発した無人航空機(UAV)。愛称はGray Eagle（グレイ・イーグル）。

## 概要
アメリカ陸軍は2002年にERMPUAVのコンペディションを行い、その勝者をMQ-5 ハンターの後継とすることを決定した。コンペディションにはMQ-5のアップグレード型と MQ-1 プレデターの改良型であるウォーリアの2機が参加していたが、2005年8月、アメリカ陸軍はウォーリアが勝者であると発表し、システム開発とデモンストレーションのために2億1400万ドルの契約を行った。
アメリカ陸軍はウォーリアシステムを11セット調達する予定で、それぞれのシステムは12機のUAVと5つの地上誘導ステーションで構成されている。総費用は10億ドルになる見込みで、2009年に就役予定とされた。
2010年9月3日、アメリカ陸軍は2010 年後半に 4 機の MQ-1C をアフガニスタンに配備すると発表した。

### 命名
アメリカ陸軍はウォーリアの名称をMQ-12とする予定だったが、国防総省はMQ-1Cの名称を与えた。そのため無人機の名称で12は現在欠番となっている（13も不吉な数字としてアメリカ軍機には使われないため欠番）。
愛称としては、RQ-1から引き続いたPredator B（プレデター）の他、非公式にWarrior（ウォーリア）・Sky Warrior（スカイウォーリア）、略称としてERMP・ER/MP（Extended-Range Multi-Purposeの頭字語）などと呼ばれていたが、2010年8月にGray Eagle（グレイ・イーグル）に愛称が決定された。

## 特徴
MQ-1Cは原型となったMQ-1と同じ中高度長時間滞空 (MALE) 無人機であるが、翼幅の延長や重質燃料エンジン (HFE)の搭載で、MQ-1より大幅に性能が向上している。
エンジンにはドイツのティレート航空機エンジン社（後にコンチネンタル・モータースに買収され、Technify Motorsに改称）がメルセデス・ベンツのOM668を改造した航空用ディーゼルエンジン「Centurion 1.7」を搭載している。このエンジンはジェット燃料が使用できるためジェットエンジンと燃料を共用でき、基地での補給体制が合理化される。予想では高度25,000フィート(7,600 m)で36時間の滞空が可能となる。
MQ-1Cのノーズフェアリングには合成開口レーダー／地上移動目標インジケーター(SAR-GMTI)システム、機首下部には索敵用のAN/AAS-52マルチスペクトラルターゲティングシステム(MTS)が搭載されている。
MQ-1Cは800ポンドのペイロードがあり、パイロンの数はMQ-1の2つから4つに増えている。パイロンにはAGM-114 ヘルファイア対戦車ミサイルとGBU-44/B バイパーストライク誘導爆弾を搭載することができる。

## 性能
- 乗員: 0
- 全長: 28 ft (8 m)
- 翼幅: 56 ft (17 m)
- 全高: 6.9 ft (2.1 m)
- 最大離陸重量: 3,200 lbs (1,451 kg)
- 機関: Centurion 1.7エンジン×1基 135 HP (100 kW)
- 最大速度: 135 kts(309 km/h)
- 上昇限界高度: 29,000 ft (8,840 m)
- ハードポイント: 4